# Piazza de' Peruzzi
Piazza de' Peruzzi è una piazzetta del centro storico di Firenze. Anticamente cuore dei possedimenti della famiglia Peruzzi, era appunto detta anche "Corte dei Peruzzi". Vi si accede da via de' Benci, via delle Brache, via del Canto Rivolto, via de' Rustici e via de' Bentaccordi.
Per l'indubbia suggestione che ancora oggi restituisce lo spazio, per il suo carattere appartato al centro di un sistema viario altrettanto pittoresco, per la presenza di vari palazzi che, nonostante le manomissioni subite nel tempo, ancora documentano le loro antiche origini, la piazza è da considerare di eccezionale valore storico e artistico.

## Storia
La denominazione, antica, ricorda come la piazza - definitasi in prossimità dell'anfiteatro romano il che giustifica la particolare e irregolare conformazione dello spazio - fosse compresa tra le case, i palazzi e la loggia della famiglia Peruzzi e della consorteria. 

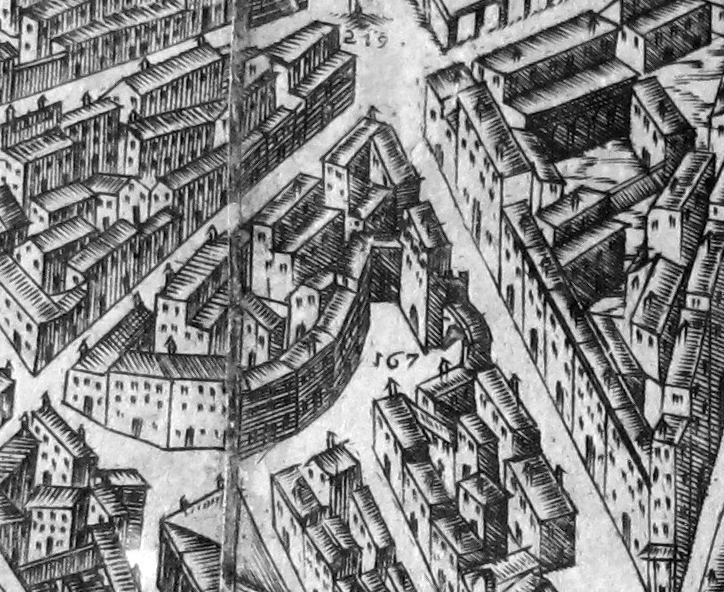
La piazza dei Peruzzi e la sagoma dell'anfiteatro nella pianta del Buonsignori

Dagli stessi Peruzzi ebbe pure nome la volta (o arco) tramite la quale la piazza comunica con via de' Benci. Appartenenti alla parte guelfa, i Peruzzi avevano avuto combattenti a Montaperti nel 1260, subìto le vendette dei ghibellini, ma dopo la disfatta di Manfredi nella battaglia di Benevento (1266), erano tornati ancora più ricchi e potenti nella loro città. Nel corso del XIII secolo i loro interessi si erano spostati decisamente verso l'anfiteatro, del quale avevano acquistato una prima significativa porzione nel 1283, facendolo interamente proprietà del casato negli anni successivi e costruendo i propri palazzi proprio sopra i suoi ruderi, oramai inglobati nella città in inarrestabile crescita. Attesta Giovanni Villani che l'anfiteatro 'fu poi guasto al tempo di Totile, ma ancora a' nostri dì si ritruovano i fondamenti a parte delle volte presso la chiesa di San Simone a Firenze, e infino al cominciamento che la piazza di Santa Croce; e parte de' palagi de' Peruzzi vi sono su fondati; e la via ch'è detta Anguillaia, che va a Santa Croce, va quasi per lo mezzo di quello Parlagio' (Libro primo, XXXVI).
Il numero dei membri della consorteria dei Peruzzi era tuttavia tale da rendere insufficiente la pur vasta zona. Così, nel 1286, Pacino d'Arnolfo Peruzzi e i suoi fratelli avevano acquistato per sé e per lo zio Filippo anche un tratto delle mura vecchie che da San Jacopo andavano verso piazza Santa Croce: i palazzi che nei decenni successivi si costruirono lungo questa proprietà determinarono tutto il lato sinistro della via de' Benci, ancora oggi in più punti segnato dalla caratteristica arme parlante della famiglia, d'azzurro, a sei pere d'oro, picciolate e fogliate di due pezzi di verde. Acquisita al proprio patronato una cappella in Santa Croce (quella che Giotto di Bondone affrescherà verso il 1317 con Storie di san Giovanni Evangelista e san Giovanni Battista), i Peruzzi continuarono ad incrementare le proprietà con case e terreni nella zona, fino a costituire una vera e propria cittadella fortificata che aveva uno dei suoi fulcri alle spalle del Parlagio, nell'attuale piazza de' Peruzzi, interamente chiusa e protetta dalle case, dalle botteghe e dai fondi della consorteria. Il controllo del territorio era tale che nel 1309 'i Peruzzi fanno un muro e chiuggono il Parlagio con due porti a ciascuna via'.
La sicurezza della zona, per ciò che i tempi potevano consentire, e gli agi delle dimore, consentirono al casato di ospitare personaggi di grande rilievo che, di riflesso, accrescevano sempre più il prestigio della famiglia. È sempre Giovanni Villani che annota: 'Nel detto MCCCX, di XXX di settembre, il re Ruberto venne in Firenze tornando da Vignone, dov'era la corte del papa, da la sua coronazione. Albergò in casa de' Peruzzi dal Parlagio, e da' Fiorentini gli fu fatto grande onore, e armeggiata, e presenti grandi di moneta' (Libro decimo, X)".
Così il repertorio di Bargellini e Guarnieri: "È una delle più suggestive piazze fiorentine, dove il tempo sembra rimasto sospeso nel rintocco dell'orologio di Palazzo Vecchio, nonostante l'invasione delle automobili, ma quasi tutte in sosta (...). Per la sua suggestiva scenografia, la piazza è stata scelta come sfondo per rappresentazioni teatrali all'aperto: nel 1933 vi fu recitata La Strega di Anton Francesco Grazzini detto il Lasca; e nel 1973, Il Potere e la Gloria di Graham Green".

## Descrizione

### Edifici
| Immagine | N°                         | Nome                              | Descrizione |
| -------- | -------------------------- | --------------------------------- | --- |
|          | s.n.                       | Arco dei Peruzzi                  | L'arco è di pertinenza delle vicine case già della famiglia Peruzzi, che attorno all'attigua piazza Peruzzi aveva il fulcro dei suoi possedimenti. Attorno al 1930 l'intera proprietà passò alla famiglia Lotti. Certo è che le origini della grande fabbrica sono da far risalire al tardo Duecento: è infatti del 1286 la notizia che informa di come Pacino d'Arnolfo Peruzzi e i suoi fratelli avessero acquistato per sé e per lo zio Filippo un tratto delle mura vecchie (1172-1175) che dalla chiesa di San Jacopo andavano verso piazza Santa Croce, e sulle quali negli anni successivi avevano eretto il grande edificio. |
|          | 1                          | Palazzo Peruzzi-Lotti             | L'edificio, attualmente sviluppato su via de' Benci su quattro piani per cinque assi, è stato radicalmente ridisegnato sul fronte nella prima metà dell'Ottocento e soprelevato di due piani (1832-1849) ma, al terreno, mostra ampie tracce del paramento in pietra forte rustica tre quattrocentesco, sul quale, in corrispondenza del canto con la volta de' Peruzzi, è un grande scudo con l'arme di questa famiglia, con sotto un ferro da cavallo a M. Un altro scudo in tutto simile e altri ferri da cavallo sono sotto la volta e verso la piazza interna. Erano qui infatti alcune delle molte proprietà della potente consorteria dei Peruzzi, con gli ambienti aperti su via de' Benci segnati dai fornici e che la letteratura indica come in antico adibiti ad opifici di tintoria. Attorno al 1930 l'intera proprietà passò alla famiglia Lotti. Certo è che le origini della grande fabbrica sono da far risalire al tardo Duecento: è infatti del 1286 la notizia che informa di come Pacino d'Arnolfo Peruzzi e i suoi fratelli avessero acquistato per sé e per lo zio Filippo un tratto delle mura vecchie (1172-1175) che dalla chiesa di San Jacopo andavano verso piazza Santa Croce, e sulle quali negli anni successivi avevano eretto il grande edificio. |
|          | 2                          | Palazzo Salutati                  | Il palazzo sorge tra via delle Brache, piazza Peruzzi e via del Canto Rivolto su antiche preesistenze di proprietà della famiglia Peruzzi. Fu successivamente della famiglia Salutati e qui, come riportano le cronache, si svolsero i funerali del cancelliere della Repubblica fiorentina Coluccio Salutati, prima che la salma venisse trasportata in Santa Croce. Il prospetto dell'antica fabbrica si presenta oggi nelle forme assunte a seguito di un radicale intervento di riconfigurazione che si dovrebbe datare al Settecento. |
|          | 5-5a-6                     | Loggia dei Peruzzi                | Sappiamo da Filippo Baldinucci che la loggia, usata per le celebrazioni della famiglia Peruzzi, agli inizi del Seicento era utilizzata come laboratorio di scultura da Giovanni Simone Cioli. Nel 1777 fu chiusa in modo da definire l'attuale edificio, peraltro modesto e originariamente mortificato dalla presenza di una pubblica latrina nella porzione di proprietà del Comune di Firenze (la restante acquisita dai Venerosi Pesciolini). Colpita dall'alluvione del 1966 fu subito dopo interessata da un intervento promosso dal Comitato per l'estetica cittadina, che in prima istanza mise in luce ciò che rimaneva dei pilastri angolari (in particolare sul fianco di via de' Rustici), con i capitelli scalpellati, sui quali anticamente dovevano impostarsi le arcate a tutto sesto. Al centro dell'edificio è una lapide in latino, qui posta nel 1777. Al fianco della memoria è una Madonnina di Montelupo settecentesca. |
|          | 4                          | Torre dei Peruzzi                 | Dopo il tracollo economico della famiglia Peruzzi, l'antica casa-torre passò ai Capoquadri, che intervennero sull'edificio, come segnala il repertorio di Bargellini e Guarnieri, stonacandolo e alterando leggermente la disposizione delle finestre. Lo stato precedente a questo intervento, attorno alla fine del Settecento, è in parte documentato dall'incisione di Antonio Terreni con la Veduta dell'Arco de' Peruzzi. Successivamente la proprietà passò ai Malenchini, che la inglobarono in un edificio di dimensioni maggior, seppure di forme irregolari. Il palazzo appare nell'elenco redatto nel 1901 dalla Direzione Generale delle Antichità e Belle Arti, quale edificio monumentale da considerare patrimonio artistico nazionale. |
|          | 8r, 9r, 10r, 11r, 12r, 13r | Palazzo Peruzzi-Bourbon del Monte | Si tratta della parte tergale dei palazzi e delle case anticamente della famiglia Peruzzi, eretti sui resti dell'anfiteatro e, in parte, su quelli delle mura del penultimo cerchio, che guardano con i prospetti principali su borgo de' Greci (al n. 3). Nella loro successione, con scarti di piani e volumi e con l'andamento curvilineo spezzato, formano quello che nel Trecento veniva chiamato per antonomasia il Palagio, a delimitare buona parte della piazza che, con gli altri edifici della consorteria, si presentava come una specie di cittadella, ovvero come una corte munita di torri. Sono stati riposizionati i vari tipici ferri da facciata medioevali, dagli anelli da cavallo agli erri posti a lato delle finestre. Dal lato che guarda verso la volta dei Peruzzi sono tre scudi oramai illeggibili che recavano le armi della famiglia. |

### Lapidi
| ANTIQVITATI PORTICVS HEIC ERECTAE AD MERCATORIOS CONGRESSVS OPVLENTISSIMI PERVTIORVM CONSORTII BINDUS F. BINDI SIMONIS ET BINDVS IOANNES BINDI F.DE PERVTIIS M. PP. AN. R. S. MDCCLXXVII |

Traduzione: "Alla memoria dell’antica loggia, qui eretta per gli incontri dei mercanti della ricchissima corporazione dei Peruzzi, Bindo figlio di Bindo di Simone e Bindo Giovanni figlio di Bindo dei Peruzzi posero questo monumento. Nell'anno della Redenzione 1777".